# Nance megye
Nance megye az Amerikai Egyesült Államokban, azon belül Nebraska államban található. Megyeszékhelye és legnagyobb városa Fullerton. Lakosainak száma 3380 fő (2020. április 1.). Nance megye Boone, Merrick, Platte, Greeley és Howard megyékkel határos.

## Népesség
A megye népességének változása:
| Lakosok száma | 3730 | 3735 | 3716 | 3623 | 3595 | 3380 |
|               | 2010 | 2011 | 2012 | 2013 | 2015 | 2020 |